# Enrique Zobel
Enrique Jacobo Emilio Zobel y Olgado (Manilla, 7 januari 1927 - Muntinlupa, 17 mei 2004) was een prominent Filipijns zakenman. Hij was onder andere topman van de Bank of the Philippine Islands (BPI) en CEO van Ayala Corporation, initiatiefnemer van het Makati Medical Center en oprichter van de Makati Business Club. Zobel speelde tevens een belangrijke rol bij de ontwikkeling van het financiële district van Makati. Begin jaren 80 was Zobel een van namen die genoemd werden als mogelijke president in het post-Marcos tijdperk. 
Eind jaren zestig was Zobel de initiatiefnemer voor het Makati Medical Center. Dit ziekenhuis ontwikkelde zich tot een van de meeste vooraanstaande ziekenhuizen van het land.
In 1990 richtte hij de E. Zobel Foundation op. De stichting, die nu nog steeds bestaat, heeft als doel het verbeteren van de kwaliteit van het openbaar onderwijs en het vergroten van de kansen van met name het armere deel van de bevolking door middel van onderwijs. 
Een jaar na de oprichting van zijn stichting raakte Zobel tot aan zijn nek toe verlamd als gevolg van een paardrijdongeluk in Spanje. Dertien jaar later overleed hij op de IC-afdeling van het Asian Hospital in Muntinlupa aan de gevolgen van ademhalingsproblemen die nog voortvloeiden uit dat ongeluk.

## Onderscheidingen
- The Outstanding Filipino Award (2001)
- Lakan-Tagkan Award, Makati (2004)